# Мисс Земля 2003
Мисс Земля 2003 (англ. Miss Earth 2003) — 3-й ежегодный международный конкурс красоты, проводился 9 ноября 2003 года в Университете Филиппинс, Кесон-Сити, Филиппины. За победу на нём соревновалось 57 претенденток, победительницей стала представительница Гондураса — Даниа Принс. Конкурс транслировался в прямом эфире на ABS-CBN, Филиппины и во многих странах по всему миру на Star World и другие партнерские сети В финальном мероприятии Уинфред Омвакве короновала преемницу Данию Принс из Гондураса.. Присилла Зандона, представлявшая Бразилию, стала Мисс Воздух 2003 (1-я Вице-Мисс), Марианела Селедон, представлявшая Коста-Рику, Мисс Вода 2003 (2-я Вице-Мисс) и Марта Матыясик, представлявшая Польшу, стала Мисс Огонь 2003 (3-я Вице-Мисс). Конкурс красоты был организован Эриель Уретой. Участницы были представлены в «InterContinental Manila» в Макати 22 октября 2003 года.
Вида Самадзай представлявшая Афганистан была награждена специальной наградой «Красота за правое дело».

## Результаты
| Итоговый результат  | Участница |
| ------------------- | --- |
| Мисс Земля 2003     | - Гондурас — Дания Принс |
| Мисс Земля — Воздух | - Бразилия — Присилла Зандона |
| Мисс Земля — Вода   | - Коста-Рика — Марианела Селедон |
| Мисс Земля — Огонь  | - Польша — Марта Матыясик |

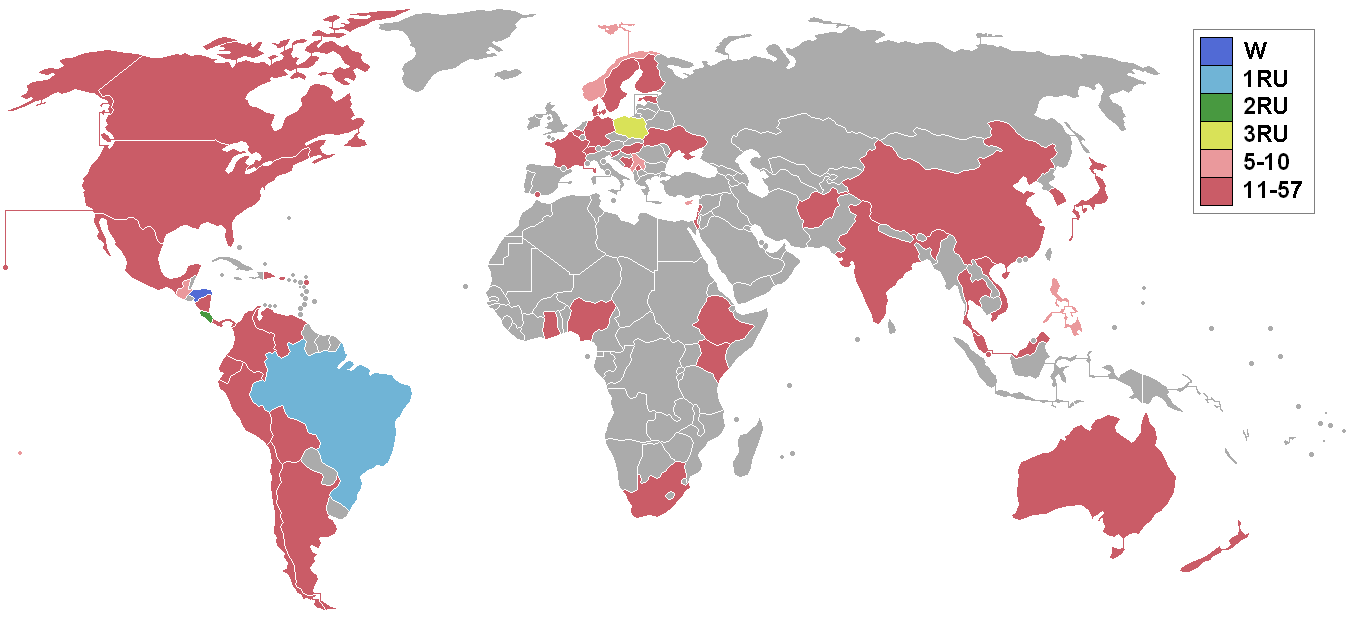
Страны-участницы конкурса «Мисс Земля» — 2003 года

| Топ 10              | - Кипр — Кристиана Аристотелу - Гватемала — Мари Клер Паласиос Буэфграс - Норвегия — Фэй Ларсен - Филиппины — Лаура Мари Данлап - Сербия и Черногория — Катарина Вучетич - Французская Полинезия — Вайрупе Патер Уиуту |

### Специальные награды
| Награда                    | Участница                              |
| -------------------------- | -------------------------------------- |
| Красота за правое дело     | Афганистан — Вида Самадзай             |
| Мисс фотогеничность        | Боливия — Клаудия Сесилия Азаэда       |
| Лучший национальный костюм | Панама — Джессика Доралис Сегуи†       |
| Мисс Дружба                | Эфиопия — Йодит Гетахун                |
| Мисс Талант                | Босния и Герцеговина — Мирела Булбулия |
| Лучшее купальник           | Франция — Дженнифер Пичард             |
| Лучшее платье              | Бразилия — Присцила Полесело Зандона   |

## Судьи
Список из девяти судей Мисс Земля 2003:
| Номер | Судьи                  | Описание                                                                          |
| ----- | ---------------------- | --------------------------------------------------------------------------------- |
| 1     | Жозе Кайетано да Силва | Посол Португалии на Филиппины                                                     |
| 2     | Эванджелин Паскуаль    | 1-я Вице-Мисс Мисс Мира 1973                                                      |
| 3     | Инно Сотто             | Премьер модельер                                                                  |
| 4     | Чито Макапагал         | Генеральный директор Unilever Филиппины                                           |
| 5     | Патриция Танчеонг      | Старший вице-президент PAL Express                                                |
| 6     | Чин Чин Гутьеррес      | TIME Magazine 2003 Asian hero Архивная копия от 22 апреля 2003 на Wayback Machine |
| 7     | Стефан Вогел           | Генеральный директор Hotel Intercontinental Manila                                |
| 8     | Пол Ланкос             | Эксперт красоты, вице-президент Avon Products                                     |
| 9     | Элизеа Гозун           | Секретарь Министерства окружающей среды и природных ресурсов Филиппин             |

## Участницы
Список участниц Мисс Земля 2003:

| - Афганистан — Вида Самадзая - Антигуа и Барбуда — Хуани Гомес - Аргентина — Марисоль Пипастрелли - Австралия — Шиваун Кристина Филд - Бельгия — Софи Иденс - Боливия — Клаудия Сесилия Азаэда Мельгар - Босния и Герцеговина — Мирела Булбулия - Бразилия — Присцила Полесело Зандона - Канада — Брук Элизабет Джонстон - Чили — Каролина Салазар - Китай — Дун Мэйси - Колумбия — Эмили де Кастро Джакометто - Коста-Рика — Марианела Селедон Боланьос - Кипр — Крыстиан Аристотелу - Дания — Мари Петерсен - Доминиканская Республика — Суанни Фронтаан - Эквадор — Изабель Кристина Онтанеда Пинто - Эстония — Кади Томбак - Эфиопия — Йодит Гетахун - Финляндия — Дженни Суоминен - Франция — Дженнифер Пичард - Германия — Джолена Квасоу - Гана — Ама Амисса Квартей - Гибралтар — Джастин Оливеро - Гватемала — Мари Клер Паласиос Боефграс - Гондурас — Дания Патрисия Принс Мендес - Венгрия — Анико Сцукс - Индия — Шветха Виджай Наир - Израиль — Моран Глистрон | - Япония — Асами Саито - Кения — Хейзел Нзиоки - Республика Корея — О Ю-ми - ООН Косово — Теута Ходжа - Ливан — Мэри Жорж Ханна - Малайзия — Инг-Инг Ли - Мексика — Лорена Ирене Веларде Брисеньо - Новая Зеландия — Кейти Эллен Прайс - Никарагуа — Маринес Аргуэльо Сесар - Нигерия — Ева Огберор - Норвегия — Фэй Ларсен - Панама — Джессика Доралис Сегуи Барриос† - Перу — Даница Аутеро Станич - Филиппины — Лаура Мари Меркадо Данлап - Польша — Марта Матиясик - Пуэрто-Рико — Норелис Ортис Акоста - Сербия и Черногория — Катарина Вучетич - Сингапур — Адель Кох - Словения — Сабина Бегович - ЮАР — Катрин Константинидис - Швеция — Каролина Сонат - Швейцария — Кэтрин Уолденмайер - Французская Полинезия — Вайрупе Патер Уиуту - Таиланд — Анонгнат Суттхануч - Украина — Диана Старкова - США — Джессика Шиллинг† - Венесуэла — Дрива Исабелла Седеньо Салазар - Вьетнам — Нгуен Нган Ха |

## Примечание

### Дебютировали
- Афганистан
- Антигуа и Барбуда
- Кипр
- Эквадор
- Франция
- Израиль
- Словения
- Швеция
- Французская Полинезия
- Украина
- Вьетнам

### Замены
- Сербия и Черногория является технически новым, поскольку в предыдущие годы он был обозначен как «Югославия».

### Отказались
- Барбадос
- Чехия
- Египет
- Сальвадор
- Великобритания
- Греция
- Непал
- Парагвай
- Испания
- Танзания
- Уганда

### Вернулись
В последний раз участвовали 2001:
- -  Бразилия
  -  Япония
  -  Новая Зеландия
  -  ЮАР

### Другие примечания
- Босния и Герцеговина побеждала в конкурсе «Мисс Талант» два года подряд.
- Гондурас — Дания Принс также соревновались в Мисс Вселенная 1998. Она не заняла призового места на Гаваях, но победила Венди Фицуильям. Через 5 лет она участвовала в конкурсе, затем она получила корону. Став первой победительницей Мисс Вселенная.
- Панама: 27 сентября 2010 года Джессика Сегуи умерла в панамской больнице из-за аневризмы головного мозга..
- США: 27 ноября 2003 года Джессика Шиллинг погибла в возрасте 19 лет в автокатастрофе в Палм-Спрингс, Калифорния.

## Вырезки в газетах
- Newsweek: Kuntzman, Gersh.American Beat: Beauty is a Beast. Published on November 3, 2003. Retrieved December 27, 2009
- Milwaukee Journal Sentinel: Associated Press. Miss Afghanistan wins award at Miss Earth contest. Published on November 10, 2003. Retrieved December 27, 2009
- Los Angeles Times: Main News. Justice Official Criticizes Beauty Contestant. Published on November 9, 2003. Retrieved December 27, 2009
- Sky News United Kingdom: Bikini Beauty Queen Faces Backlash. Published on November 10, 2003. Retrieved December 27, 2009
- Rediff India: Agencies. Miss Afghanistan is 'beauty for a cause' Published on November 10, 2003. Retrieved December 27, 2009
- Deseret News: The Salt Lake City, UT First Afghan in three decades to take part in a beauty pageant. Published on November 9, 2003. November 9, 2003 Retrieved December 27, 2009
- The Tribune- Pittsburg: The Associated Press. Beauty’s bikini agitates Afghan prosecutors (недоступная ссылка). Published on November 9, 2003. November 9, 2003. Retrieved December 27, 2009
- Philadelphia Daily News: Online News. Uh oh! Miss Afghanistan broke the law?. Published on November 9, 2003. November 10, 2003. Retrieved December 27, 2009
- The Sunday Register Guard: Eugene, Oregon. Red bikini catches Afghans' attention. Published on November 9, 2003. Retrieved December 27, 2009
- Bangor Daily News- Washington. Associated Press. Miss Afghanistan wins beauty contest award. Published on November 9, 2003. Retrieved December 27, 2009
- New Straits Times: Associated Press. Miss Afghanistan Wins Special Award In Miss Earth Pageant. Published on November 11, 2003. Retrieved December 27, 2009
- The Spokesman-Review: Fowler, Jonathan. Miss Afghanistan faces charges if she returns. Published on November 10, 2003. Retrieved December 27, 2009
- Xinhua News Agency: chinaview.cn: Miss Afghanistan stirs criticism from home country. Published on October 207, 2003. Retrieved December 27, 2009
- The Indian Express: Constable, Pamela .Barely bearable. Published on November 2, 2003. Retrieved December 27, 2009
- The Toronto Star: De Castro, Erik/Reuters. Afghanistan Top court censures expatriate beauty pageant. Published on November 2, 2003. Retrieved December 27, 2009
- The Washington Post/Island Packet: Woman’s Appearance In Pageant Sparks Debate. Published on October 31, 2003. Retrieved December 27, 2009